# يانيف غرين
يانيف غرين (16 مايو 1980 في إسرائيل - ) هو لاعب كرة سلة إسرائيلي وبولندي في مركزي الوسط وهجوم قوي الجسم. لعب مع مكابي تل أبيب لكرة السلة.

## وصلات خارجية
- يانيف غرين على موقع الاتحاد الدولي لكرة السلة (الإنجليزية)
- يانيف غرين على موقع الدوري الأوروبي لكرة السلة (الإنجليزية)
- يانيف غرين على موقع كرة السلة الأوروبية.كوم (الإنجليزية)
- يانيف غرين على موقع ريلجم (الإنجليزية)
- يانيف غرين على موقع بروبوليرز (الإنجليزية)
- يانيف غرين على موقع سبورتس رفرنس (الإنجليزية)